# Hiéroglyphe égyptien P6

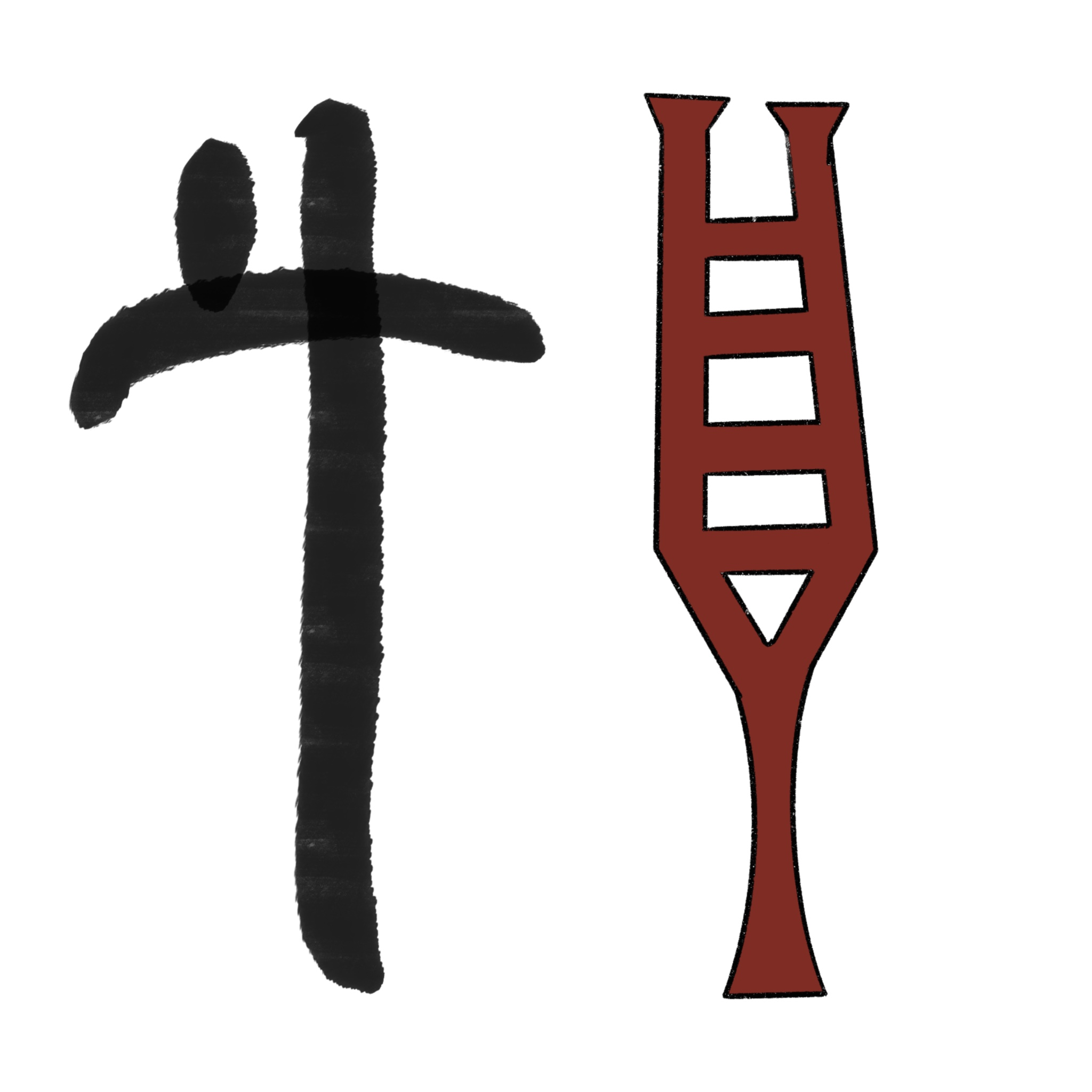
Version hiératique et hiéroglyphique

Le hiéroglyphe égyptien P6 (mât) est classifié dans la section P « Bateaux et parties de bateaux » de la liste de Gardiner ; il y est noté P6.

## Représentation
Il représente un mât de bateau.
Il est translittéré ˁḥˁ.

## Utilisation
| P6 | a · D54 |

| P6 | a · D54 |

part, se tenir prêt, être en état d'alerte, rester debout, se redresser, se lever, se dresser, se révolter, succéder à, s'occuper de, attendre » et dérivés.
| P7 |

| P7 |

## Exemples de mots
| P6 | a · N5 · Z1 |

| P6 | a · N5 · Z1 |

| P6 | a · M35 |

| P6 | a · M35 |

| P6 | Z1 · O39 |

| P6 | Z1 · O39 |